# Eschatologia adwentystów dnia siódmego

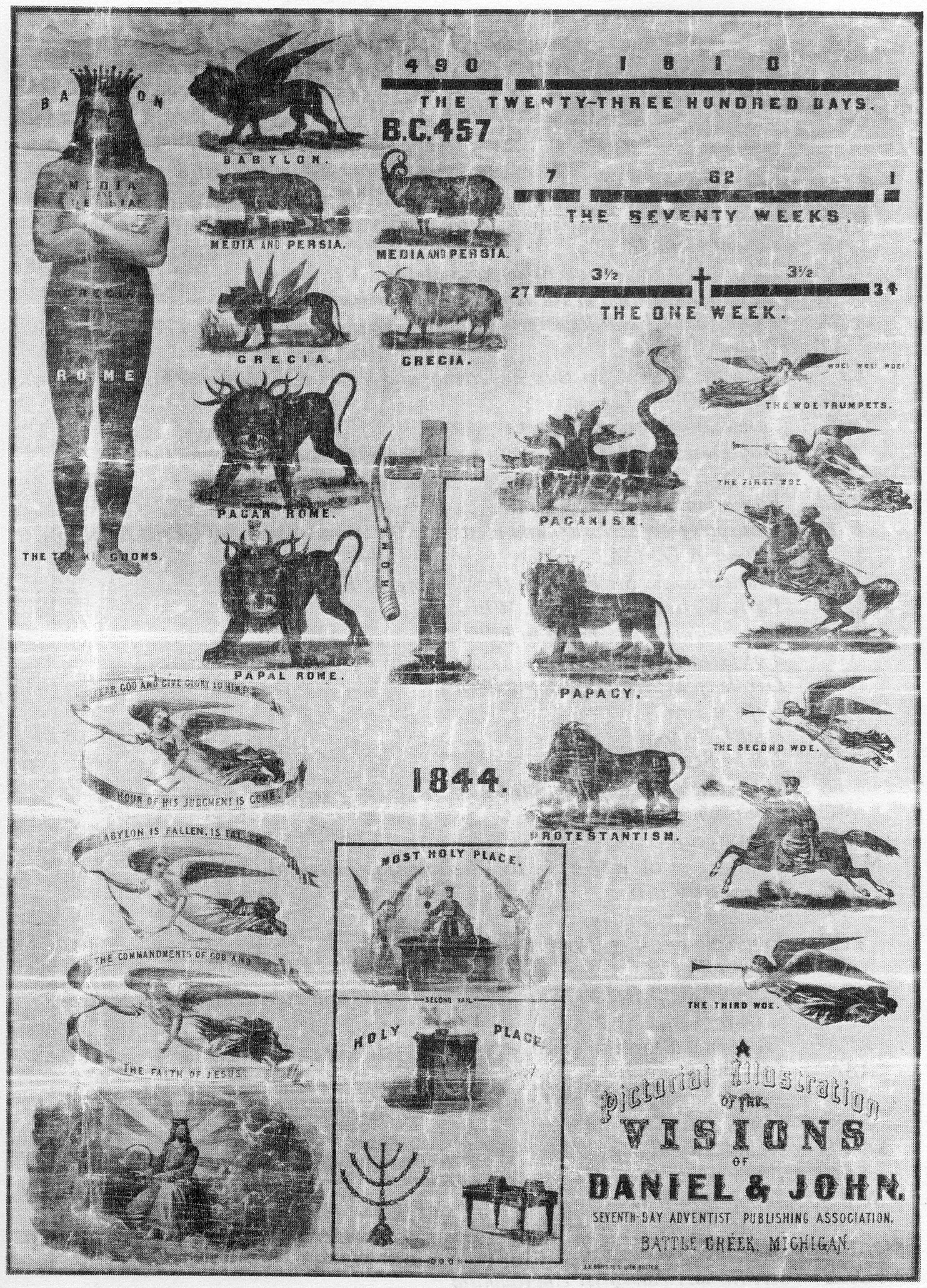
Adwentystyczne zrozumienie wizji proroka Daniela i apostoła Jana (1863)

Eschatologia adwentystów dnia siódmego – nauka adwentystów traktująca o rzeczach ostatecznych człowieka i świata. Adwentyści dnia siódmego mają unikalną eschatologię, bazującą na historiozoficznej wykładni proroctw biblijnych. Ważnymi punktami ich eschatologii jest Paruzja Chrystusa, która zapoczątkuje tysiącletnie królestwo. Paruzja zostanie poprzedzona prześladowaniami tych wszystkich, którzy czczą sabat . Po tysiącletnim królestwie nastąpi powszechne zmartwychwstanie, po którym niewierzący zostaną ukarani wieczną anihilacją.

## Ogólna charakterystyka
Eschatologia odgrywa ważną rolę w adwentystycznej doktrynie. Źródłami dla adwentystycznej eschatologii są przede wszystkim biblijne Księgi Daniela i Apokalipsy św. Jana, mowy eschatologiczne Jezusa zapisane w Ewangelii Mateusza (24 rozdział), Marka (13 r) i Łukasza (21 r), jak również przytacza się wiele innych wersetów Biblii . Klasycznym adwentystycznym komentarzem jest Daniel and the Revelation autorstwa Uriaha Smitha. Pisma Ellen G. White również odegrały wielki wpływ, zwłaszcza „Wielki bój”, który od połowy XX wieku był już głównym źródłem.
Podstawą adwentystycznej eschatologii jest Księga Daniela powiązana z Księgą Apokalipsy. Kluczem interpretacyjnym jest wizja Nabuchodonozora II z drugiego rozdziału Księgi Daniela, w której ukazany został posąg przedstawiający cztery „królestwa”. Królestwa te mają symbolizować Babilonię, Medo-Persję, hellenistyczną Grecję oraz Rzym (zarówno pogański, jak i papieski). Stopy posągu są z żelaza i gliny. Adwentyści interpretują je jako państwa europejskie powstałe po upadku imperium rzymskiego. Powyższa interpretacja wizji Nabuchodonozora była stosowana na długo przed pojawieniem się adwentystów i miała licznych zwolenników w XVIII i XIX wieku. Stosował ją np. Isaac Newton   oraz Canon Edward Hoare z katedry w Canterbury .
W 13 rozdziale Apokalipsy rozróżniają papiestwo (bestia wychodząca z morza) i Stany Zjednoczone (bestia wstępująca z ziemi). Twierdzą, że apokaliptyczny okres „1260 dni” (dni zamieniają na lata) rozpoczął się od dekretu cesarza Justyniana w roku 538, kiedy ich zdaniem biskup rzymski stał się głową wszystkich biskupów. Okres ten kończy się w roku 1798, kiedy aresztowano papieża Piusa VI. Tym samym w roku 1798 papiestwo otrzymało śmiertelną ranę. Gojenie rany rozpoczęło się w roku 1929, kiedy podpisano traktaty laterańskie . Adwentyści wierzą, że Stany Zjednoczone nakłonią cały świat do świętowania niedzieli i podporządkowania się papiestwu.
W wielkiej wszetecznicy z Apokalipsy 17, nazywanej też Babilonem, upatrują Kościół katolicki, a ponieważ jest ona „matką nierządnic i obrzydliwości”, w jej córkach upatrują Kościoły protestanckie. Trójanielskie poselstwo z Apokalipsy 14 zwrócone jest zarówno do Kościoła katolickiego, jak i Kościołów protestanckich. W papieżu widzą też Antychrysta, a liczbę 666 wyprowadzają z tytułu Vicarius Filii Dei (Zastępca Syna Bożego). Papież jest również „małym rogiem” z Księgi Daniela. Niektórzy adwentyści stosują poszerzoną koncepcję antychrysta i rozciągają ją także na islam. Są jednak w mniejszości. Zwolennikiem takiego podejścia był Samuele Bacchiocchi . Większość adwentystów odnosi jednak tylko do papieża. Stanowiska tego broni Jon Paulien .
Pomiędzy pierwszym a drugim zmartwychwstaniem nastąpi tysiącletnie królowanie Chrystusa z Jego świętymi w niebie (milenium). Grzesznicy będą sądzeni, a ziemia będzie pusta, bez ludzi. Przebywać na niej będą jedynie szatan i jego aniołowie. Po upływie 1000 lat Chrystus wraz ze swoimi świętymi zstąpi z nieba na ziemię. Wtedy zostaną wzbudzeni z martwych niesprawiedliwi i nastąpi ostatnia bitwa, lecz ogień Boży pochłonie ich i oczyści ziemię. Wszechświat zostanie uwolniony od grzechu.

## Interpretacja symboli Apokalipsy

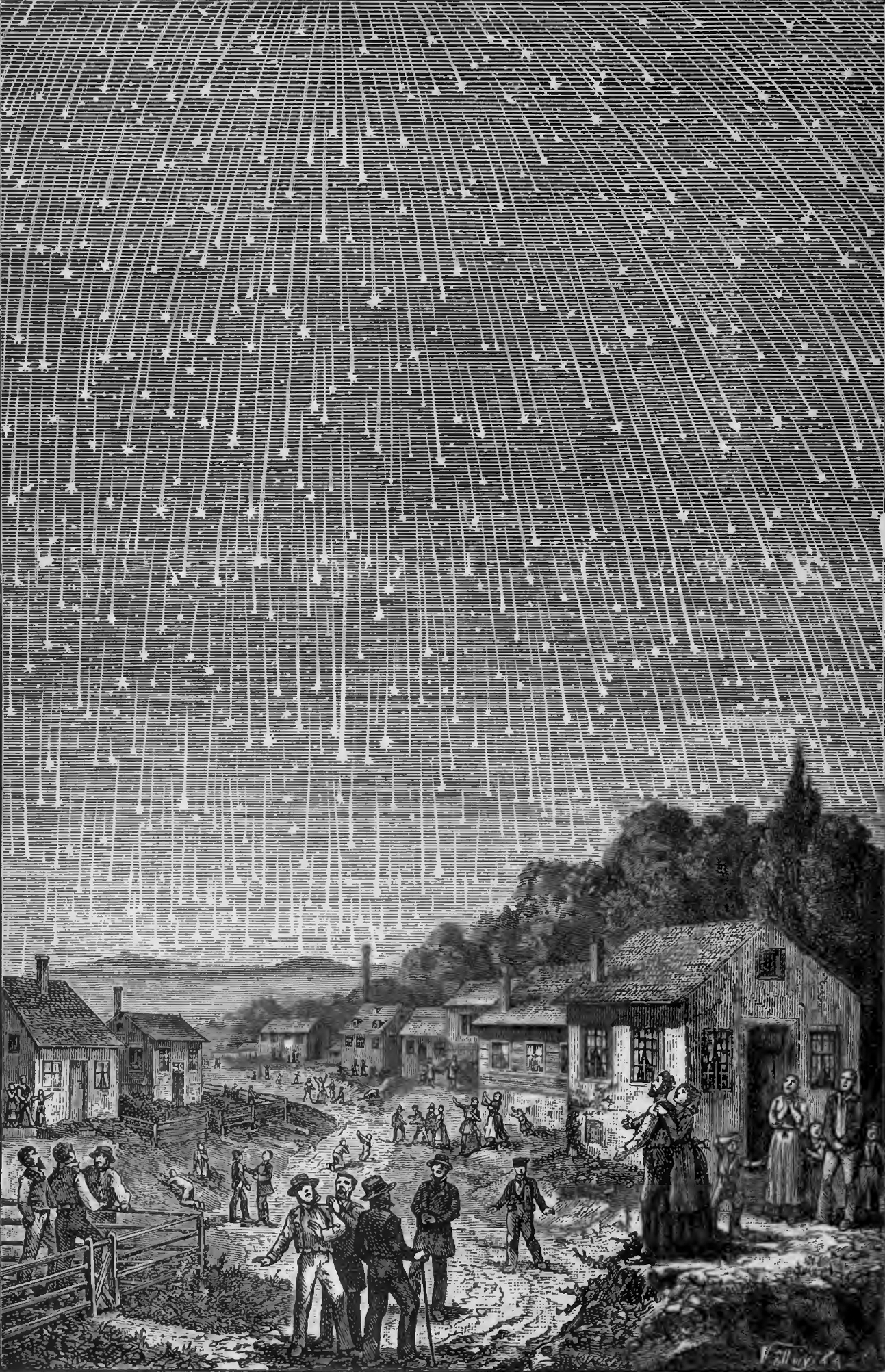
Deszcz meteorów w 1833, ilustracja pochodzi z wydanej w 1889 przez adwentystów książki Bible Readings for the Home Circle

Historię Kościoła dzielą na siedem okresów i zostały one uzgodnione z siedmioma listami do siedmiu kościołów z Ap 2-3.
- Okres efeski (lata 31–100)[16]
- Okres smyrneński (101–313)[17]
- Okres pergamoński (314–538)[18]
- Okres tiatyrski (538–1517)[19]
- Okres sardeski (1517–1798)[20]
- Okres filadelfijski (1798–1844)[21]
- Okres laodycejski (1844–Paruzja)[22]

Pieczęcie
- 1. pieczęć – zwycięski pochód Ewangelii (lata 31–100)[23]
- 2. pieczęć – prześladowania ze strony Rzymu (lata 101–313)[24]
- 3. pieczęć – upadek duchowy Kościoła (lata 313–538)[25]
- 4. pieczęć – dalsze odejście Kościoła od prawdy Słowa Bożego (lata 538–1517)[26]
- 5. pieczęć – czasy poreformacyjne (lata 1517–1755)[27]
- 6. pieczęć:
  - „wielkie trzęsienie ziemi” z Ap 6,12 odnoszą do trzęsienia ziemi w Lizbonie z roku 1755[28]
  - „zaćmienie słońca i księżyca” z Ap 6,12 odnoszą do zaćmienia Słońca z roku 1780[29]
  - „spadanie gwiazd” z Ap 6,12 odnoszą do deszczu meteorów z roku 1833[30]

Trąby
- 1. trąba Apokalipsy – najazdy Wizygotów (po 410)[31]
- 2. trąba Apokalipsy – Wandalowie (431–455)[32]
- 3. trąba Apokalipsy – Hunowie (433–453)[33]
- 4. trąba Apokalipsy – upadek cesarstwa zachodniorzymskiego w 476 roku[34]
- 5. trąba Apokalipsy – podboje muzułmańskie, upadek Bizancjum[35]
- 6. trąba Apokalipsy – przebudzenie adwentowe w latach 1830–1844[36]
- 7. trąba Apokalipsy – koniec czasów[37]